# Jacques Rouxel (Szenenbildner)
Jacques Rouxel (* im 20. Jahrhundert) ist ein französischer Filmarchitekt und Szenenbildner.

## Leben
Rouxel begann seine Karriere im Filmstab 1981 beim Fernsehen, wo er an einer Folge der Fernsehserie Fett schwimmt oben tätig war. Sein erster Spielfilm als Szenenbildner war 1985 Elsa, Elsa von Didier Haudepin. Für Jean-Paul Rappeneaus Literaturverfilmung Cyrano von Bergerac war er gemeinsam mit Ezio Frigerio 1991 für den Oscar in der Kategorie Bestes Szenenbild nominiert, die Auszeichnung ging in diesem Jahr jedoch an Dick Tracy.
Rouxel war zudem drei Mal für den César nominiert und konnte diesen 1999 für Toulouse-Lautrec und 2004 für Bon Voyage gewinnen. Neben seinen Filmengagements war er immer wieder vereinzelt für das Fernsehen tätig, darunter die deutsch-US-amerikanische Action-Krimiserie Crossing Lines.

## Filmografie
- 1989: Der Tod spielt mit (La soule)
- 1990: Cyrano von Bergerac (Cyrano de Bergerac)
- 1994: Wenn Männer fallen (Regarde les hommes tomber)
- 1995: Der Husar auf dem Dach (Le Hussard sur le toit)
- 1998: Toulouse-Lautrec (Lautrec)
- 1998: Zonzon
- 2002: Eine ganz private Affäre (Une affaire privée)
- 2003: Bon Voyage
- 2006: Président – Ränkespiele der Macht (Président)
- 2008: Ca$h
- 2013: Turf
- 2014: Diplomatie
- 2019: Made in China
- 2022: The Villa

## Nominierungen (Auswahl)
- 1991: Oscar-Nominierung in der Kategorie Bestes Szenenbild für Cyrano von Bergerac